# Unione Sportiva Sestri Levante 1919 2022-2023
Questa voce raccoglie le informazioni riguardanti l'Unione Sportiva Sestri Levante 1919 nelle competizioni ufficiali della stagione 2022-2023.

## Divise e sponsor
Il fornitore tecnico per la stagione 2022-2023 è Adidas, mentre gli sponsor di maglia sono i seguenti:
- Risaliti srl, il cui marchio appare al centro delle divise
- Meci, sulla parte destra del petto
- Riviera Recuperi srl, sul retro sotto il numero di maglia

| 1ª divisa | 2ª divisa |

## Rosa
| N. |                   | Ruolo | Calciatore                   |
| -- | ----------------- | ----- | ---------------------------- |
|    | Italia (bandiera) | P     | Francesco Anacoura           |
|    | Italia (bandiera) | P     | Denny Pucci                  |
|    | Italia (bandiera) | P     | Francesco Sias               |
|    | Italia (bandiera) | D     | Luca Casagrande              |
|    | Italia (bandiera) | D     | Cristiano Furno              |
|    | Italia (bandiera) | D     | Federico Masini              |
|    | Italia (bandiera) | D     | Omar Nenci                   |
|    | Italia (bandiera) | D     | Filippo Oliana               |
|    | Italia (bandiera) | D     | Massimiliano Pane (capitano) |
|    | Italia (bandiera) | D     | Lorenzo Podda                |
|    | Italia (bandiera) | D     | Filippo Rosset               |
|    | Italia (bandiera) | D     | Giuseppe Salvo               |
|    | Italia (bandiera) | D     | Manuel Scorza                |
|    | Italia (bandiera) | C     | Maiko Candiano               |
|    | Italia (bandiera) | C     | Andrea Cirrincione           |

| N. |                      | Ruolo | Calciatore               |
| -- | -------------------- | ----- | ------------------------ |
|    | Italia (bandiera)    | C     | Stefano Currò            |
|    | Italia (bandiera)    | C     | Alessandro Daniello      |
|    | Italia (bandiera)    | C     | Andrea Ferretti          |
|    | Italia (bandiera)    | C     | Marco Firenze            |
|    | Italia (bandiera)    | C     | Emanuele Occhipinti      |
|    | Italia (bandiera)    | C     | Gabriele Parlanti        |
|    | Italia (bandiera)    | C     | Silvano Raggio Garibaldi |
|    | Italia (bandiera)    | C     | Luca Troiano             |
|    | Italia (bandiera)    | A     | Martino Cominetti        |
|    | Italia (bandiera)    | A     | Giordano Conti           |
|    | Italia (bandiera)    | A     | Riccardo Forte           |
|    | Argentina (bandiera) | A     | Facundo Márquez          |
|    | Italia (bandiera)    | A     | Matteo Marzi             |
|    | Italia (bandiera)    | A     | Davide Rovido            |

## Calciomercato

### Sessione estiva
| Acquisti | Acquisti           | Acquisti           | Acquisti   |
| R.       | Nome               | da                 | Modalità   |
| -------- | ------------------ | ------------------ | ---------- |
| P        | Francesco Anacoura |                    | svincolato |
| P        | Denny Pucci        | Spezia             | svincolato |
| P        | Federico Sias      | Sampdoria          | svincolato |
| D        | Luca Casagrande    | Lavagnese          | svincolato |
| D        | Filippo Oliana     | Team Nuova Florida | svincolato |
| D        | Filippo Rosset     | Pro Vercelli       | svincolato |
| D        | Giuseppe Salvo     | Sancataldese       | svincolato |
| D        | Manuel Scorza      | Lavagnese          | svincolato |
| C        | Maiko Candiano     | Licata             | svincolato |
| C        | Stefano Currò      | Piacenza           | prestito   |
| C        | Marco Firenze      |                    | svincolato |
| C        | Luca Troiano       | Folgore Caratese   | svincolato |
| A        | Martino Cominetti  | Gozzano            | svincolato |
| A        | Davide Rovido      | Lavagnese          | svincolato |

| Cessioni | Cessioni               | Cessioni             | Cessioni      |
| R.       | Nome                   | a                    | Modalità      |
| -------- | ---------------------- | -------------------- | ------------- |
| P        | Daniele Salvalaggio    | Ponte San Pietro     | svincolato    |
| P        | Vullnet Tozaj          | Virtus Entella       | fine prestito |
| P        | Marco Ventura          | Voltrese             | svincolato    |
| D        | Edoardo Grosso         | Arzignano Valchiampo | svincolato    |
| D        | Matteo Gualtieri       | Ligorna              | svincolato    |
| D        | Matteo Maffezzoli      | Ambrosiana           | svincolato    |
| D        | Valentino Soplantai    | Vanchiglia           | fine prestito |
| C        | Cristiano Biancalari   | Avenza               | prestito      |
| C        | Giovanni Fenati        |                      | svincolato    |
| C        | Sebastiano Bianchi     | Arezzo               | svincolato    |
| C        | Gianmarco Chella       | Rapallo Ruentes      | svincolato    |
| C        | Lorenzo Podda          | Alessandria          | fine prestito |
| C        | Mohamed Aziz Soumahoro |                      | svincolato    |
| A        | Alessandro Costa       |                      | svincolato    |
| A        | Abdoulaye Diakhate     | Campomorone          | svincolato    |
| A        | Fabio Gonella          | Casale               | svincolato    |
| A        | Antonio Mesina         | Casale               | svincolato    |

### Sessione invernale
| Acquisti | Acquisti                 | Acquisti    | Acquisti   |
| R.       | Nome                     | da          | Modalità   |
| -------- | ------------------------ | ----------- | ---------- |
| D        | Lorenzo Podda            | Alessandria | prestito   |
| C        | Silvano Raggio Garibaldi |             | svincolato |
| A        | Giordano Conti           | Piacenza    | definitivo |
| A        | Riccardo Forte           | Legnano     | svincolato |

| Cessioni | Cessioni       | Cessioni         | Cessioni   |
| R.       | Nome           | a                | Modalità   |
| -------- | -------------- | ---------------- | ---------- |
| D        | Giuseppe Salvi | Messina          | svincolato |
| D        | Manuel Scorza  | Lavagnese        | svincolato |
| C        | Marco Firenze  | Sangiuliano City | svincolato |

## Risultati

### Serie D

#### Girone di andata
| Arbitro: | Quarà (Nichelino) |

|             |           |                |
| Márquez 22’ | Marcatori | 10’, 17’ Aperi |

| Arbitro: | Terribile (Bassano del Grappa) |

|  |           |          |
|  | Marcatori | 27’ Pane |

| Arbitro: | Santinelli (Bergamo) |

|                                                 |           |              |
| Cominetti 7’ Cirrincione 29’ Márquez 53’ (rig.) | Marcatori | 75’ Ambrogio |

| Arbitro: | Mascolo (Castellammare di Stabia) |

|            |           |                                             |
| Milani 11’ | Marcatori | 21’ Cominetti 36’ (rig.) Márquez 50’ Rovido |

| Arbitro: | Aloise (Lodi) |

|             |           |              |
| Márquez 89’ | Marcatori | 41’ Degrassi |

| Arbitro: | Manzo (Torre Annunziata) |

|            |           |                                  |
| Picone 19’ | Marcatori | 21’ (rig.) Márquez 34’ Cominetti |

| Arbitro: | Vittoria (Taranto) |

|                                           |           |                     |
| Pane 72’ (rig.) Rovido 80’ Candiano 90+3’ | Marcatori | 20’, 42’ Compagnoni |

| Arbitro: | Rodigari (Bergamo) |

|  |           |                                   |
|  | Marcatori | 32’ Pane 69’ Cominetti 89’ Rovido |

| Arbitro: | Papagno (Roma 2) |

|              |           |  |
| Candiano 34’ | Marcatori |  |

| Arbitro: | Leorsini (Terni) |

|  |           |                               |
|  | Marcatori | 37’ Cirrincione 45+2’ Márquez |

| Arbitro: | Zoppi (Firenze) |

|          |           |  |
| Pane 26’ | Marcatori |  |

| Arbitro: | Balducci (Empoli) |

|            |           |                       |
| Alfiero 2’ | Marcatori | 38’ Parlanti 87’ Pane |

| Arbitro: | Maccorin (Pordenone) |

|         |           |  |
| Pane 7’ | Marcatori |  |

| Arbitro: | Catanzaro (Catanzaro) |

|                     |           |                           |
| Di Renzo 90’ (rig.) | Marcatori | 7’ Casagrande 74’ Márquez |

| Arbitro: | Torreggiani (Civitavecchia) |

|                                     |           |             |
| Candiano 30’ Pane 51’ Márquez 90+4’ | Marcatori | 23’ Gemelli |

| Arbitro: | Frasynyak (Gallarate) |

|              |           |                           |
| Barranco 13’ | Marcatori | 45’ Cominetti 90+6’ Forte |

| Arbitro: | Drigo (Portogruaro) |

|                                 |           |                      |
| Márquez 26’ (rig.) Parlanti 47’ | Marcatori | 50’ (rig.) Gabrielli |

| Arbitro: | Mazzoni (Prato) |

|                         |           |            |
| Cominetti 2’ Márquez 5’ | Marcatori | 68’ Pavesi |

| Arbitro: | Peletti (Crema) |

|                                    |           |  |
| Vecchi 45’ Donadio 79’ Tobia 90+3’ | Marcatori |  |

#### Girone di ritorno
| Arbitro: | Zago (Conegliano) |

|               |           |  |
| Gagliardi 30’ | Marcatori |  |

| Sestri Levante 15 gennaio 2023, ore 14:30 CET 21ª giornata | Sestri Levante                  | 0 – 0 | Legnano | Stadio Giuseppe Sivori\| Arbitro: \| Gallo (Castellammare di Stabia) \| |
| Arbitro:                                                   | Gallo (Castellammare di Stabia) |       |         |                                                                         |

| Arbitro: | Cappai (Cagliari) |

|              |           |             |
| De Riggi 85’ | Marcatori | 17’ Márquez |

| Arbitro: | Totaro (Lecce) |

|          |           |  |
| Pane 49’ | Marcatori |  |

| Arbitro: | Nigro (Prato) |

|  |           |          |
|  | Marcatori | 35’ Pane |

| Arbitro: | Picardi (Viareggio) |

|                    |           |  |
| Cominetti 44’, 52’ | Marcatori |  |

| Arbitro: | Petrov (Roma 1) |

|  |           |                                                  |
|  | Marcatori | 5’, 87’ Raggio Garibaldi 27’ Cominetti 71’ Podda |

| Arbitro: | Ursini (Pescara) |

|                          |           |  |
| Márquez 54’ Candiano 67’ | Marcatori |  |

| Arbitro: | Cortese (Bologna) |

|              |           |                       |
| Galvagno 12’ | Marcatori | 19’, 52’, 60’ Márquez |

| Arbitro: | Gasperotti (Rovereto) |

|                                |           |  |
| Cominetti 12’, 15’ Márquez 85’ | Marcatori |  |

| Arbitro: | Palumbo (Bari) |

|  |           |                                                     |
|  | Marcatori | 7’, 34’ Márquez 14’ Candiano 22’ Pane 56’ Cominetti |

| Arbitro: | Colaninno (Nola) |

|                                 |           |                |
| Candiano 26’ (rig.) Márquez 65’ | Marcatori | 50’ Bellocchio |

| Arbitro: | Sciolti (Lecce) |

|                  |           |           |
| Gulli 15’ (rig.) | Marcatori | 69’ Forte |

| Arbitro: | Muccignato (Pordenone) |

|                |           |  |
| Forte 68’, 76’ | Marcatori |  |

| Arbitro: | Marangone (Udine) |

|                |           |                                         |
| Montalbano 32’ | Marcatori | 66’ Candiano 76’ Casagrande 90+2’ Marzi |

| Arbitro: | Dini (Città di Castello) |

|                    |           |  |
| Márquez 55’ (rig.) | Marcatori |  |

| Arbitro: | Bellò (Castelfranco Veneto) |

|  |           |                                            |
|  | Marcatori | 58’ Conti 61’ Troiano 90+4’ (rig.) Márquez |

| Arbitro: | Moretti (Cesena) |

|                                                   |           |                                             |
| Gerbino 20’ Marchisone 34’ Menabo 66’, 90’ (rig.) | Marcatori | 40’ Casagrande 61’ Forte 86’ (rig.) Márquez |

| Arbitro: | Spedale (Palermo) |

|                                                  |           |                        |
| Pane 17’ Forte 35’ Márquez 37’ (rig.) Masini 87’ | Marcatori | 69’ Favale 82’ Donadio |

### Poule scudetto
| Arbitro: | Liotta (Castellammare di Stabia) |

|               |           |                       |
| Antonelli 35’ | Marcatori | 10’ Furno 24’ Márquez |

| Arbitro: | Cerea (Bergamo) |

|                            |           |                     |
| Parlanti 44’, 75’ Pane 73’ | Marcatori | 36’ (rig.) Sbampato |

| Sestri Levante 31 maggio 2023, ore 16:00 CEST Semifinale - Andata | Sestri Levante        | 0 – 0 | Pineto | Stadio Giuseppe Sivori\| Arbitro: \| Gasperotti (Rovereto) \| |
| Arbitro:                                                          | Gasperotti (Rovereto) |       |        |                                                               |

| Arbitro: | Angelillo (Nola) |

|  |           |                             |
|  | Marcatori | 30’ (rig.) Pane 32’ Troiano |

| Arbitro: | Di Loreto (Terni) |

|             |           |                          |
| Gaetani 45’ | Marcatori | 3’ Pane 49’, 55’ Márquez |

### Coppa Italia Serie D
| Arbitro: | Papi (Prato) |

|  |           |            |
|  | Marcatori | 65’ Rovido |

| Arbitro: | Stabile (Padova) |

|                                    |           |                        |
| Oliana 85’ (aut.) Dellepiane 90+2’ | Marcatori | 48’ (aut.) Scannapieco |

## Statistiche

### Statistiche di squadra
| Competizione         | Punti | In casa | In casa | In casa | In casa | In casa | In casa | In trasferta | In trasferta | In trasferta | In trasferta | In trasferta | In trasferta | Totale | Totale | Totale | Totale | Totale | Totale | DR  |
| Competizione         | Punti | G       | V       | N       | P       | Gf      | Gs      | G            | V            | N            | P            | Gf           | Gs           | G      | V      | N      | P      | Gf     | Gs     | DR  |
| -------------------- | ----- | ------- | ------- | ------- | ------- | ------- | ------- | ------------ | ------------ | ------------ | ------------ | ------------ | ------------ | ------ | ------ | ------ | ------ | ------ | ------ | --- |
| Serie D              | 94    | 19      | 16      | 2       | 1       | 35      | 12      | 19           | 14           | 2            | 3            | 42           | 17           | 38     | 30     | 4      | 4      | 77     | 29     | +48 |
| Poule scudetto       |       | 2       | 1       | 1       | 0       | 3       | 1       | 2            | 2            | 0            | 0            | 4            | 1            | 5      | 4      | 1      | 0      | 10     | 3      | +7  |
| Coppa Italia Serie D | -     | 0       | 0       | 0       | 0       | 0       | 0       | 2            | 1            | 0            | 1            | 2            | 2            | 2      | 1      | 0      | 1      | 2      | 2      | 0   |
| Totale               |       | 21      | 17      | 3       | 1       | 38      | 13      | 23           | 17           | 2            | 4            | 48           | 20           | 45     | 35     | 5      | 5      | 89     | 34     | +55 |

### Andamento in campionato
| Giornata  | 1  | 2  | 3 | 4 | 5 | 6 | 7 | 8 | 9 | 10 | 11 | 12 | 13 | 14 | 15 | 16 | 17 | 18 | 19 | 20 | 21 | 22 | 23 | 24 | 25 | 26 | 27 | 28 | 29 | 30 | 31 | 32 | 33 | 34 | 35 | 36 | 37 | 38 |
| --------- | -- | -- | - | - | - | - | - | - | - | -- | -- | -- | -- | -- | -- | -- | -- | -- | -- | -- | -- | -- | -- | -- | -- | -- | -- | -- | -- | -- | -- | -- | -- | -- | -- | -- | -- | -- |
| Luogo     | C  | T  | C | T | C | T | C | T | C | T  | C  | T  | C  | T  | C  | T  | C  | C  | T  | T  | C  | T  | C  | T  | C  | T  | C  | T  | C  | T  | C  | T  | C  | T  | C  | T  | T  | C  |
| Risultato | P  | V  | V | V | N | V | V | V | V | V  | V  | V  | V  | V  | V  | V  | V  | V  | P  | P  | N  | N  | V  | V  | V  | V  | V  | V  | V  | V  | V  | N  | V  | V  | V  | V  | P  | V  |
| Posizione | 16 | 10 | 5 | 2 | 3 | 2 | 1 | 1 | 1 | 1  | 1  | 1  | 1  | 1  | 1  | 1  | 1  | 1  | 1  | 1  | 1  | 1  | 1  | 1  | 1  | 1  | 1  | 1  | 1  | 1  | 1  | 1  | 1  | 1  | 1  | 1  | 1  | 1  |

Legenda:

Luogo: C = Casa; T = Trasferta. Risultato: V = Vittoria; N = Pareggio; P = Sconfitta.